# Jesse Renick
John Bonnar Renick (Hickory, Oklahoma, 29 de septiembre de 1917 - Ardmore, Oklahoma, 25 de noviembre de 1999), más conocido como Jesse Renick, fue un jugador y entrenador de baloncesto estadounidense. Con 1,88 metros de estatura, su puesto natural en la cancha era el de escolta. Fue campeón olímpico con Estados Unidos en los Juegos Olímpicos de Londres de 1948.